# Іваницька сотня
Іваницька сотня — адміністративна та військова одиниця Прилуцького полку Гетьманщини. Виникла наприкінці 1648, затверджена у Прилуцькому полку Зборівською угодою 1649.

## Історія

Розташування Іваницької сотні на мапі Прилуцького полку станом на 1781 рік.

Іваницька сотня, як адміністративна одиниця, беззмінно перебувала у його складі від Зборівської угоди 1649 року до указу Катерини II про ліквідацію полків та сотень на Лівобережжі і створення повітів і намісництв. У 1654 році до Іваниці приєднано Городнянську сотню. Територія ж скасованої у 1782 році Іваницької сотні увійшла до Чернігівського намісництва.
На сьогодні Іваниця — село Ічнянського району Чернігівської області.

## Сотники
Гриценко Степан Степанович (1649–1653)
Міщенко Сава (1672–1691)
Войтенко Василь Семенович  (1694)
Боголюбець Степан (1701)
Миницький Петро (1700–1709)
Варяниченко (Варянуха) Василь (1710)
Волошин [Григораш] Григорій (1710–1721)
Стороженко Іван Андрійович (1721–1727)
Дмитренко Захарій (1723)
Миницький Павло (1727–1737)
Свирковський Федір (1738–1764)
Войтенко  (1772)
Стороженко Григорій Андрійович (1770–1782)

## Населені пункти
До Іваницької сотні входили: с. Бережівка; с. Городня; с. Іваниця; с. Ряшки; с. Ступаківка; Таралківський хутір; с. Щурівка.